# Zulthe (Roden)
Zulthe (ook Zulte) is een streek gelegen tussen de dorpen Roden en Nietap in de provincie Drenthe.
Naast de naam voor de streek, was het ooit een gehucht bestaande uit enkele huizen op de plaats waar nu de straat de Boskamp in Roden is gelegen. Het gehucht is geheel opgegaan in het dorp.
Het Leekstermeer wordt ook wel Zulthermeer genoemd, naar deze streek.

## Tautenburgsingel
Van Zulthe loopt een onverharde laan naar de havezathe Terheijl met de naam Tautenburgsingel. Dit is de oorspronkelijke oprijlaan naar deze burcht. De laan is genoemd naar de boerderij annex herberg Tautenburg, aan het begin er.